# Sceloporus macdougalli
Sceloporus macdougalli (колюча ігуана Макдугалла) — вид ігуаноподібних ящірок родини фриносомових (Phrynosomatidae). Ендемік Мексики.

## Поширення і екологія
Колючі ігуани Макдугалла мешкають на тихоокеанському узбережжі на півдні Оахаки. Вони живуть в первинних і вторинних сухих широколистяних лісах, на висоті до 600 м над рівнем моря.